# Varför skola mänskor strida

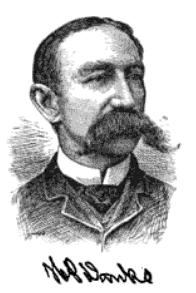
Kompositören Hart Pease Danks (1834-1903).

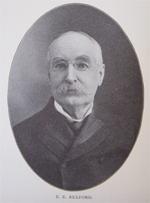
Textförfattaren Eben E. Rexford (1848-1916).

Varför skola mänskor strida är en pacifistisk sång, med svensk originaltext till melodin av den amerikanska visan Silver Threads Among the Gold.

## Det amerikanska originalet
Den amerikanska melodin är en komposition av Hart Pease Danks med text av Eben E. Rexford, vilken förlades första gången 1873. Rexford har i en senare intervju berättat hur han under sin tid i college kontaktades av Danks med en beställning på texter att tonsätta. Rexford skickade nio texter av vilka Danks använde sex. Bland dessa ingick Silver threads..., vilken var en bearbetning av en dikt med titeln Growing old som Rexford skrivit redan som 18-åring. Rexford erhöll 3 dollar per använd text.
Sången, vilken är en sentimental ballad om en åldrande person som förklarar sin kärlek för sin livspartner, blev en enorm succé i USA och sjöngs och spelades flitigt under 1800-talets slut och 1900-talets början. Än i dag ingår sången i stamrepertoaren för barbershopgrupper. Originalets första vers lyder:
Darling, I am growing old,
Silver threads among the gold,
Shine upon my brow today,
Life is fading fast away.
But, my darling, you will be, will be
Always fair to me,
Yes, my darling, you will be
Always young and fair to me.

## Den svenska versionen

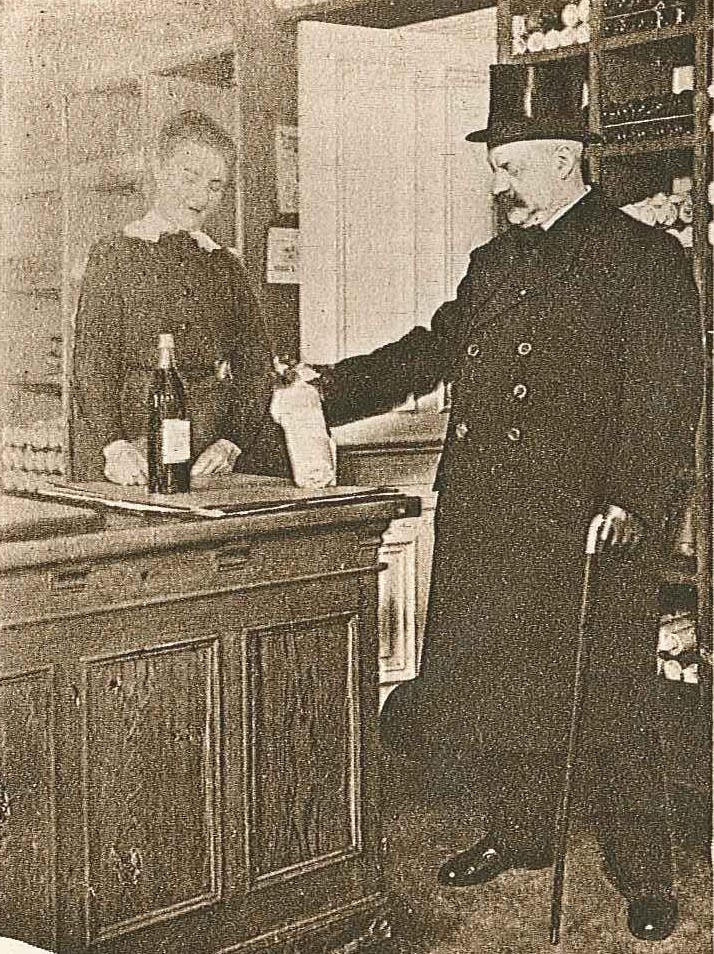
Den svenska versionens textförfattare, Emil Norlander (till höger).

Danks melodi fick sin svenska text av journalisten och revyförfattaren Emil Norlander. Denne utgick dock inte alls från Rexfords engelska text utan skrev i stället en appell mot krig och för människors lika värde. Den första versen på svenska lyder:
Varför skola mänskor strida,
varför skall det flyta blod.
Varför skall så många lida
blott för någras yvesmod.
||:Friden är och skall väl bli
livets högsta poesi.:||
Texten bearbetades senare (1915) av Valdemar Dalquist, vilken på vissa skivutgåvor angives som ensam svensk upphovsman.
Den äldsta svenska skivinspelningen av melodin som finns förtecknad i Svensk mediedatabas är gjord av sångaren Sven Jonsson 1916 och utgavs på märket Gramophone (föregångare till His Master's Voice). Också skivans andra sida bestod av en fredsappell:  Lägg vapnen ned. Sången har med tiden kommit att räknas som en andlig sång och ingår på olika samlingsskivor inom denna genre. Bland kända artister som sjungit in melodin märks Bertil Boo (1950), Sven-Bertil Taube (1972) och CajsaStina Åkerström (2007). Arne Lamberth gjorde en instrumentalversion 1971.
Den svenska titeln finns i olika stavningsversioner, däribland Varför skola männ'skor strida, Varför skola människor strida och Varför skola folken strida. Den omnämns ibland också som Fredssång.
Det finns även en mot originalet mer trogen svensk översättning, Silvertrådar i ditt gyllne hår, av Harry Iseborg, insjungen på skiva av bland annat Lisbeth Bodin (1944).